# Секвоя (национален парк)
Вижте пояснителната страница за други значения на Секвоя.
Националният парк Секвоя (и националният парк Каньонът на царете) се намират в южната част на планината Сиера Невада, в щата Калифорния, САЩ. Националният парк Секвоя е обявен за национален парк заедно (на същата дата) с Йосемити. В парка се намира най-високият връх на територията на 48-те континентални щата – връх Уитни, висок 4421,1 m. В близост до този парк се намира националният парк Каньонът на царете (Kings Canyon National Park). Общата им площ е 3504 km² и двата парка се третират като един. През 1976 г. са включени в списъка на биосферните резервати на ЮНЕСКО.
Най-голямата забележителност в парка са гигантските секвои, включващи най-голямото по обем дърво на планетата, наречено Генерал Шърман.

## История
Първите заселници по тези места са индианците, преди около 6000 – 7000 години. През лятото те минават през билото на планината и проходите за да търгуват с племената на изток. Рисунки по камъните са запазени и до днес.
Първите европейски заселници са испанците, в края на 18-и и началото на 19 век. Повечето от тях са ловци, миньори или изследователи. Когато първите европейци се заселват в района, епидемия от едра шарка се разпространява бързо и се оказва смъртоносна за много коренни жители. За първи заселник от европейски произход се счита Хейл Тарп (Hale Tharp), бивш миньор, известен с това, че си построява къща, като издълбава вътрешността на едно паднало гигантско дърво. Той е и един от първите природозащитници.
През 1978 година, корпорацията „Уолт Дисни“ се опитва да закупи високопланински терен на територията на бивша мина, с цел построяване на ски писта и зимен курорт. С помощта на природозащитниците този терен бива присъединен към парка и по този начин спасен. Днес е любимо място на катерачи и алпинисти.

## Туризъм и спелеология
Малко известен факт е, че на територията на парка се намират 240 пещери, но е възможно да съществуват и други, още неоткрити. Няколкото новооткрити пещери са достъпни само за специалисти, които ги посещават рядко за да изучават геологията и биологията им. Единствената пещера, която е отворена за посетители е Кристалната пещера (Crystal Cave), втората по дължина (около 5.5 километра) и много добре запазена. 17 нови пещери са открити от 2003 до днес, като най-новата през септември 2006 и е наречена Малката мечка (Ursa Minor).
Една от атракциите за туристи е издълбаният в паднала секвоя тунел, през който могат да минават коли. Друга забележителност е Кресент Медоу, голяма ливада, наречена „перлата на Сиера Невада“. Националният парк Секвоя включва също така няколко планински пътеки от които се откриват прекрасни гледки, 14 къмпинга и един малък хотел. Входната такса за кола е $20, а за пешеходец $5.

## Климат
Поради огромната разлика в морското ниво, климатът варира. Температурата достига 25 °C през лятото, но пада до -30 °C през зимата в най-високите планински части. Възможно е скоростта на ветровете по тези части да достигне 320 км/ч, а снежната покривка – дебелина три метра.

## Gallery
|  |
|  |

|  |
|  |

|  |
|  |

|  |
|  |

|  |
|  |

|  |
|  |

|  |
|  |

|  |
|  |

|  |
|  |

|  |
|  |

|  |
|  |

|  |
|  |

|  |
|  |